# Renan (ur. 2002)
Renan Victor da Silva (ur. 19 maja 2002 w Itapevi) – brazylijski piłkarz występujący na pozycji środkowego obrońcy, od 2022 roku zawodnik emirackiego Shabab Al-Ahli.